# Пенья, Рональдо
Рональдо Луис Пенья Варгас (исп. Ronaldo Luis Peña Vargas; родился 10 марта 1997 года в Акаригуа, Венесуэла) — венесуэльский футболист, нападающий.

## Клубная карьера

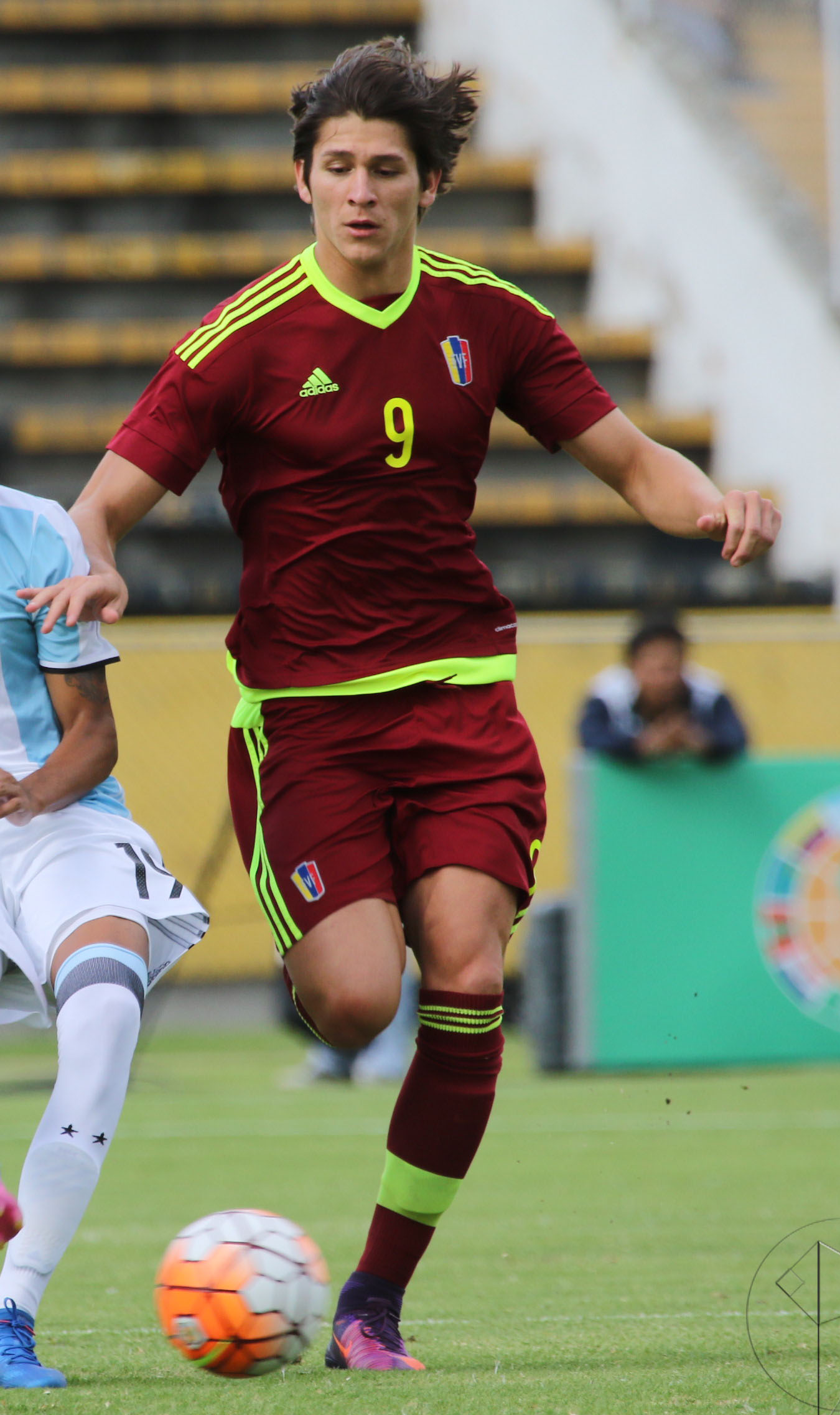
Пенья в составе молодёжной сборной Венесуэлы

Пенья — воспитанник клуба «Каракас». 23 февраля 2014 года в матче против «Депортиво Ла-Гуайра» он дебютировал в венесуэльской Примере. В этом же поединке Рональдо забил свой первый гол за «Каракас». Летом того же года для получения игровой практики Пенья на правах аренды перешёл в клуб «Португеса». 14 сентября в матче против «Туканес» он дебютировал за новую команду.
Летом 2015 года Пенья на правах двухлетней аренды перешёл испанский «Лас-Пальмас». Из-за высокой конкуренции, он полгода провёл без игровой практики. В начале 2016 года Ричард был переведён в команду дублёров «Лас-Пальмас Атлетико».
Летом 2017 года Пенья на правах аренды присоединился в португальскому «Морейренсе». 6 августа в матче против «Витории Сетубал» он дебютировал в Сангриш-лиге. В этом же поединке Рональдо забил свой первый гол за «Морейренсе».
5 июля 2018 года Пенья перешёл в клуб MLS «Хьюстон Динамо». В американской лиге он дебютировал 4 августа в матче против «Спортинга Канзас-Сити». 23 августа в техасском дерби против «Далласа» он забил свой первый гол за «Хьюстон Динамо». По окончании сезона 2020 «Хьюстон Динамо» не стал продлевать контракт с Пеньей.

## Международная карьера
В 2013 году в составе юношеской сборной Венесуэлы Пенья завоевал серебряные медали юношеского чемпионата Южной Америки в Аргентине. На турнире он сыграл в матчах против команд Эквадора, Колумбии, Бразилии, Перу, Уругвая, а также дважды против Аргентины и Парагвая. В поединке против аргентинцев Рональдо забил гол.
В 2017 года Пенья принял участие в молодёжном чемпионате Южной Америки в Эквадоре. На турнире он сыграл в матче против команды Перу, Боливии, Колумбии, Эквадора, Бразилии а также дважды Уругвая и Аргентины.
В том же году Пенья завоевал серебряные медали молодёжного чемпионата мира в Южной Корее. На турнире он сыграл в матчах против команд Германии, Вануату, Мексики, Японии, Уругвая и Англии. В поединке против немцев Рональдо забил гол.

## Достижения
Международные
 Венесуэла (до 17)
- Чемпионат Южной Америки среди юношеских команд — 2013

 Венесуэла (до 20)
- Чемпионат мира среди молодёжных команд — 2017
- Чемпионат Южной Америки среди молодёжных команд — 2017